# Norgesmesterskapet 1957
La Norgesmesterskapet 1957 di calcio fu la 52ª edizione del torneo. La squadra vincitrice fu il Fredrikstad, che vinse la finale contro il Sandefjord con il punteggio di 4-0.

## Risultati

### Terzo turno
| Squadra 1     | Risultato | Squadra 2       |
| ------------- | --------- | --------------- |
| Fredrikstad   | 3 – 2     | SK Brage        |
| Rapid         | 0 - 1     | Larvik Turn     |
| Lyn Oslo      | 3 - 9     | Asker           |
| Vålerengen    | 5 – 2     | Os              |
| Strømmen      | 8 – 2     | Urædd           |
| Odd           | 4 – 1     | Selbak          |
| Grane         | 1 - 3     | Skeid           |
| Hødd          | 0 - 3     | Raufoss         |
| Kvik          | 3 – 1     | Kristiansund FK |
| Ranheim       | 3 – 1     | Greåker         |
| Gjøvik-Lyn    | 5 – 2     | Molde           |
| Kapp          | 2 - 2     | Sarpsborg       |
| Mjøndalen     | 3 – 1     | Årstad          |
| Sandefjord BK | 7 – 0     | Lisleby         |
| Viking        | 3 – 0     | Varegg          |
| Brann         | 4 – 1     | Djerv 1919      |

#### Ripetizione
| Squadra 1 | Risultato | Squadra 2 |
| --------- | --------- | --------- |
| Sarpsborg | 4 – 3     | Kapp      |

### Quarto turno
| Squadra 1   | Risultato | Squadra 2     |
| ----------- | --------- | ------------- |
| Sarpsborg   | 4 – 0     | Brann         |
| Fredrikstad | 4 – 1     | Vålerengen    |
| Skeid       | 5 – 1     | Gjøvik-Lyn    |
| Asker       | 2 – 0     | Odd           |
| Raufoss     | 1 - 2     | Sandefjord BK |
| Larvik Turn | 13 – 0    | Ranheim       |
| Viking      | 7 – 1     | Mjøndalen     |
| Kvik        | 3 - 8     | Strømmen      |

### Quarti di finale
| Squadra 1     | Risultato | Squadra 2   |
| ------------- | --------- | ----------- |
| Strømmen      | 2 – 0     | Larvik Turn |
| Asker         | 2 - 4     | Fredrikstad |
| Sandefjord BK | 3 – 2     | Viking      |
| Sarpsborg     | 3 – 0     | Kvik        |

### Semifinali
| Squadra 1   | Risultato | Squadra 2 |
| ----------- | --------- | --------- |
| Sandefjord  | 4 – 1     | Strømmen  |
| Fredrikstad | 3 – 0     | Sarpsborg |

### Finale
| Arbitro: | Gulliksen |

|                                                  |           |  |
| Kristoffersen 1’, 26’ Johannessen 57’ Borgen 81’ | Marcatori |  |

#### Formazioni
| Fredrikstad |  |                    |
|             |  |                    |
|             |  | Per Mosgaard       |
|             |  | Roar Johansen      |
|             |  | Åge Spydevold      |
|             |  | Arne Pedersen      |
|             |  | Reidar Kristiansen |
|             |  | Leif Pedersen      |
|             |  | Bjørn Borgen       |
|             |  | Tore Nilsen        |
|             |  | Per Kristoffersen  |
|             |  | Henry Johannessen  |
|             |  | Willy Olsen        |

| Sandefjord BK   |  |                    |          |
|                 |  |                    |          |
|                 |  | Per Einan          | Uscita   |
|                 |  | Finn Gjelstad      |          |
|                 |  | Yngve Karlsen      |          |
|                 |  | Erik Kristiansen   |          |
|                 |  | Thorbjørn Svenssen |          |
|                 |  | Ernst Norli        |          |
|                 |  | Ragnar Hvidsten    |          |
|                 |  | Hans Sperre        |          |
|                 |  | Gunnar Guthu       |          |
|                 |  | Arvid Havnås       |          |
|                 |  | Reidar Pedersen    |          |
| A disposizione: |  |                    |          |
|                 |  | Øivind Andersen    | Ingresso |